# وعلان ركبي
وعلان ركبي (الاسم العلمي:Commelina geniculata) هو نوع من النباتات يتبع جنس الوعلان من الفصيلة الوعلانية.